# Rotterdam Blaak vasútállomás
Rotterdam Blaak vasútállomás Hollandiában, Rotterdam városában.

## Vasútvonalak
Az állomást az alábbi vasútvonalak érintik:
- Breda–Rotterdam-vasútvonal

## Kapcsolódó állomások
A vasútállomáshoz az alábbi állomások vannak a legközelebb:
- Rotterdam Centraal (Rotterdam Centraal, Breda–Rotterdam-vasútvonal, északnyugat)
- Rotterdam Zuid vasútállomás (Breda vasútállomás, Breda–Rotterdam-vasútvonal, délkelet)